# Boulton Paul Sidestrand
De Boulton Paul Sidestrand is een Britse middelgrote, tweemotorige bommenwerper gebouwd door Boulton and Paul, Ltd. uit Norwich, die van 1928 tot 1936 in dienst was bij de Royal Air Force. Het was een tweedekker met vleugels die een hoge aspect ratio hadden. Het toestel was genoemd naar het dorp Sidestrand, aan de kust van het graafschap Norfolk. Dat was de woonplaats van Samuel Hoare, 1e Viscount van Templewood, die toen Secretary of State for Air was.
De Sidestrand vloog voor het eerst in 1926. De Royal Air Force bestelde twintig exemplaren. De eerste twee waren prototypes, aangeduid als Sidestrand Mk I. Ze werden uitgerust met Bristol Jupiter VI stermotoren van 317 kW elk, net als de eerste zes productiemachines die Sidestrand Mk II genoemd werden. De resterende 12 toestellen werden Sidestrand Mk III en hadden krachtigere Jupiter VIIF motoren van 343 kW. De Mk II-toestellen kregen deze motoren later ook.
De bemanning bestond uit de piloot en twee schutters, een vooraan in de neus van het toestel en een achter de vleugels. De achterste schutter had twee schietposities, een naar boven en een naar beneden onderaan de romp. De drie schietposities waren voorzien van een Lewis-mitrailleur.
Het toestel kwam in dienst bij de Royal Air Force in 1928. Er vloog maar één squadron van de RAF met de Sidestrand, het 101 Squadron. Het toestel werd in 1936 uit dienst genomen. Hoewel het een wendbaar toestel was dat zelfs luchtacrobatie aankon, werden er toch niet meer dan twintig toestellen van gebouwd.
De Sidestrand werd opgevolgd door de Boulton Paul Overstrand, die uit de Sidestrand werd ontwikkeld. Vier Sidestrand Mk III-toestellen zijn in de jaren 1930 omgebouwd tot Overstrands. 
De gegevens hiernaast hebben betrekking op de Sidestrand Mk III.